# Heringsmöwe

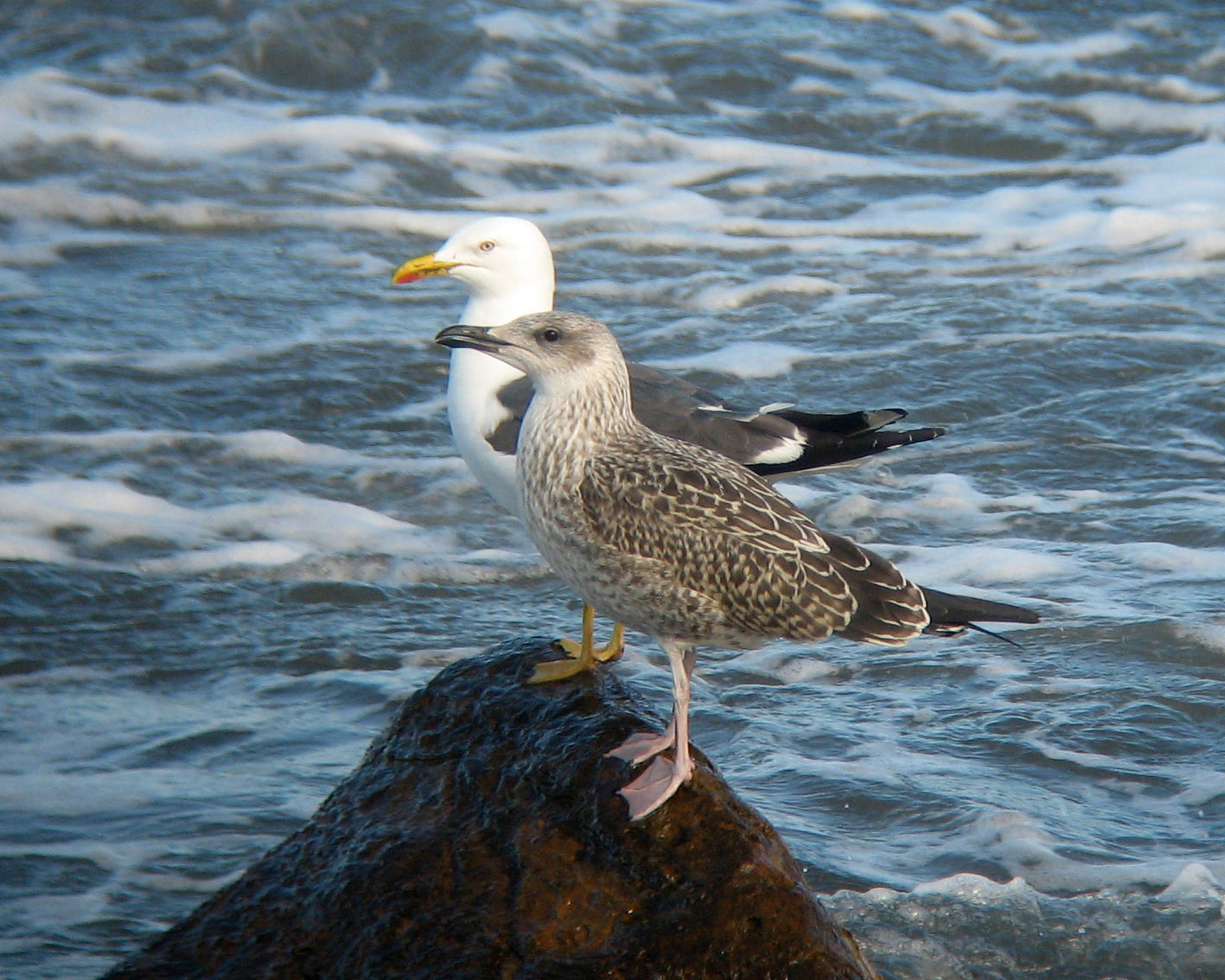
Diesjährige Heringsmöwe, dahinter ein adulter Vogel

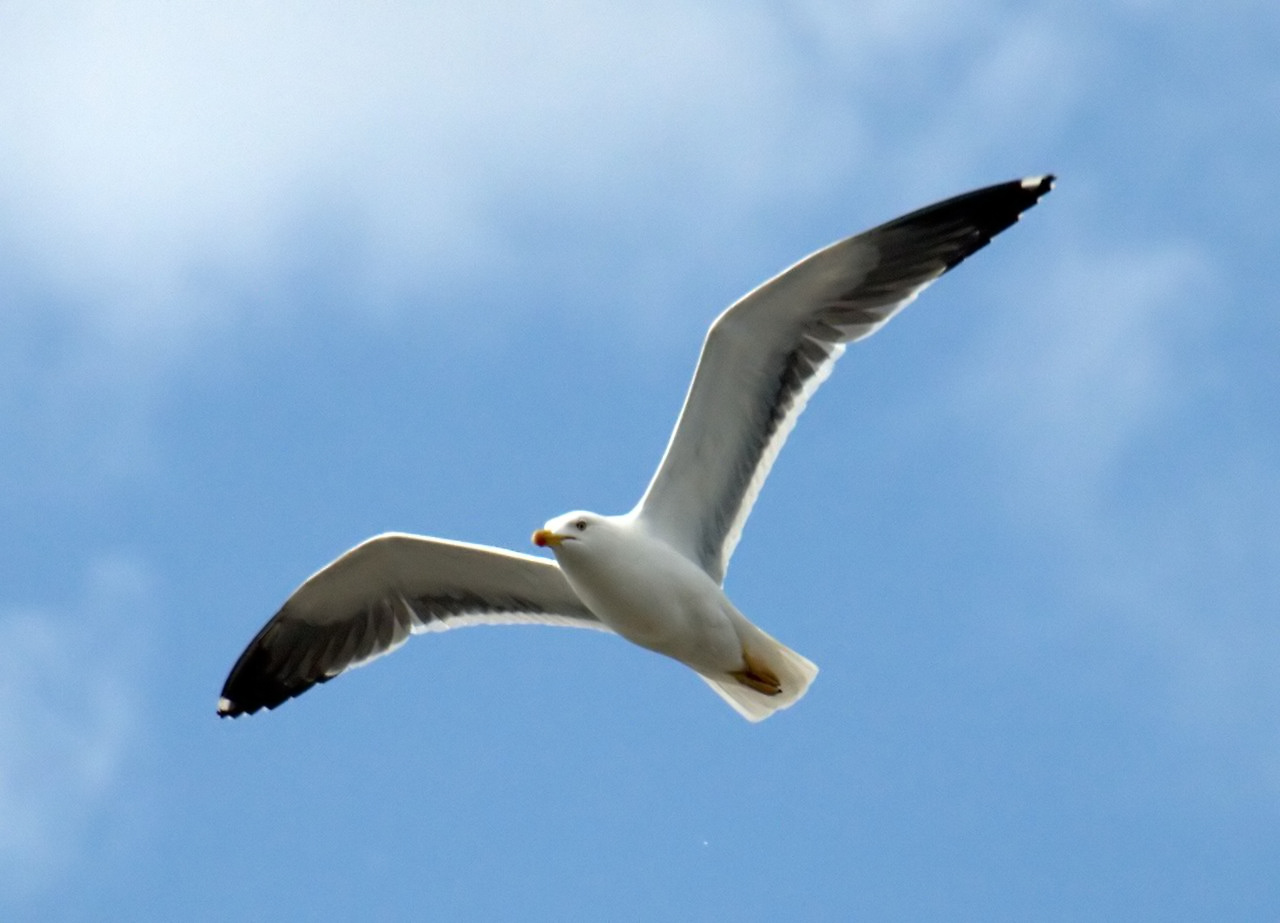
Adulte Heringsmöwe im Flug. Zu erkennen sind die dunklen Schwingen, die auf der Flügelunterseite ein deutliches Band bilden, von dem sich die schwarze Flügelspitze kaum abhebt. Durch dieses Merkmal ist die Art von oberseits hellen Großmöwen gut zu unterscheiden.

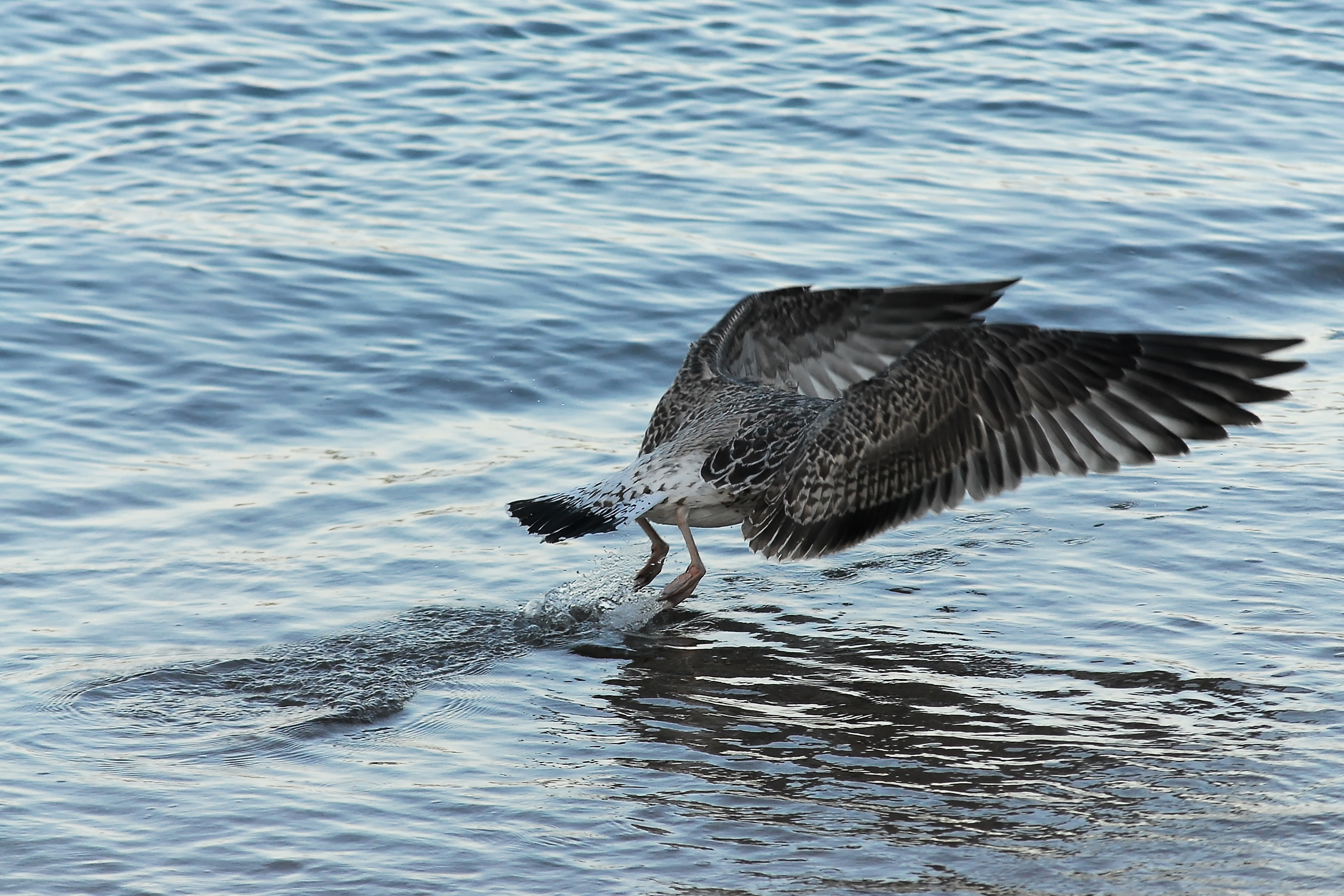
Vom Wasser auffliegender Vogel im Jugendkleid mit dunkler Schwanzbinde und den typischen zwei hellen Querbändern auf dem fast schwarzen Flügel

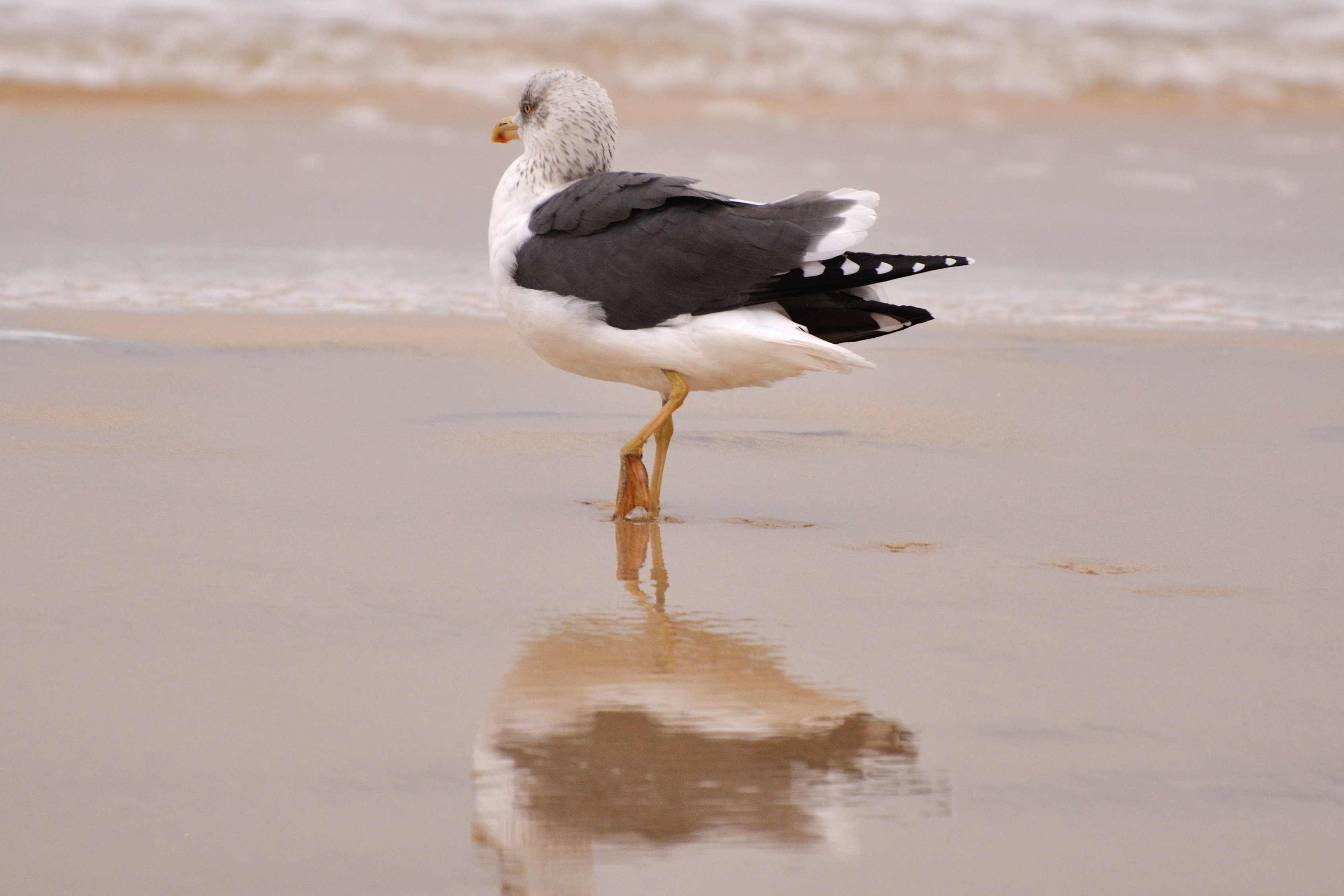
Adulte Heringsmöwe vom intermedius-Typ im Schlichtkleid im Winterquartier auf Fuerteventura

Die Heringsmöwe (Larus fuscus) ist eine Vogelart innerhalb der Möwen (Larinae). Ihre Brutverbreitung erstreckt sich von Island ostwärts über große Teile der europäischen Küsten bis zur Taimyrhalbinsel im nordwestlichen Sibirien. Die Art ist oberseits dunkler als die Silbermöwe, der sie verwandtschaftlich nicht so nah steht wie früher einmal angenommen. Näher ist sie mit der Steppenmöwe verwandt. Manche Autoren betrachten die nordöstlichen Populationen als eigene Art – die Tundramöwe (Larus heuglini). Die im nördlichen und östlichen Skandinavien vorkommende Nominatform ist am dunkelsten und möglicherweise im Bestand bedroht.
Die Heringsmöwe ist ein Zugvogel, dessen nördliche Populationen am weitesten ziehen und teils in den tropischen Zonen Afrikas und Asiens überwintern. Die Vögel Westeuropas überwintern zu einem großen Teil schon an der französischen Atlantikküste und im Mittelmeer.

## Beschreibung
Die Heringsmöwe ist mit 49–57 cm Körperlänge kleiner und schlanker als eine Silbermöwe. Der Schnabel ist länger, schmaler und wirkt spitzer. Er ist zwischen 40 und 58 mm lang. Die Flügel wirken im Flug verhältnismäßig lang und besonders im Bereich des Armflügels relativ schmal. Die Flügellänge liegt zwischen 368 und 456 mm, die Flügelspannweite zwischen 118 und 158 cm, das Gewicht zwischen 450 und 1300 g. Ein Sexualdimorphismus ist bezüglich des Gefieders nicht ausgeprägt. Männchen sind jedoch größer und kräftiger gebaut. Junge Heringsmöwen in Westeuropa wechseln im vierten Winter in das Adultkleid (Vierjahres-Möwe); die östlichen Unterarten fuscus, heuglini, taimyrensis und barabensis sind hingegen Dreijahres-Möwen. Im Folgenden werden daher die für die westeuropäischen Unterarten graellsii und intermedius typischen Merkmale und Kleider beschrieben, zu den anderen Formen siehe Abschnitt Interne Systematik.

### Adulte Vögel
Im Brutkleid sind Kopf, Brust, Hals und Bauch wie auch Flügelunterseite, Bürzel und Schwanz rein weiß. Die Farbe der Oberseite ist dunkler als bei der Silbermöwe und variiert je nach Unterart zwischen schiefergrau und samtigem schwarzgrau wie bei der Mantelmöwe. Der Flügel zeigt aufgrund weißer Schwingenspitzen einen weißen Flügelhinterrand, der ununterbrochen bis zur fünften Handschwinge reicht. Der äußere Handflügel ist schwarz, kontrastiert aber bei dunkleren Vögeln (siehe Geografische Variation) meist nur geringfügig zur übrigen Flügeloberseite. Davon heben sich relativ kleine, weiße Spitzenflecken sowie ein subterminales Feld auf der äußeren, zehnten und manchmal ein kleineres auf der neunten Handschwinge ab. Die Iris ist gelb, das Auge von einem roten Orbitalring umgeben. Der Schnabel ist, wie auch die Beine und Füße, gelb und zeigt einen leuchtend roten Gonysfleck.
Das adulte Winterkleid unterscheidet sich lediglich durch eine dunkle Strichelung an Kopf und Nacken, bei der das Gesicht meist weiß bleibt. Bei einigen Vögeln bleibt der Kopf aber auch im Winter komplett rein weiß. Bei einigen ist eine schwarze Zeichnung im Bereich des Vorderschnabels über dem Gonysfleck zu erkennen.

### Jugendkleid
Juvenile Vögel wirken insgesamt dunkel bräunlich. Schnabel und Auge sind schwarz, die Füße fleischfarben. Die Oberseite macht aufgrund schwärzlicher Federzentren und heller Säume einen geschuppten Eindruck; das übrige Körpergefieder ist auf hellem Grund fleckig dunkelbraun gestrichelt. Im Gesicht verdichtet sich diese Strichelung zu einer dunklen Maske. Der Bürzel trägt auf weißlichem Grund eine dunkelbraune Bänderung, die in eine breite, schwarze Schwanzbinde übergeht. Das Jugendkleid ähnelt dem der Silbermöwe, ist aber insgesamt und besonders im Bereich der Flügel dunkler. Die Schwingen sind schwärzlich wie auch die großen und mittleren Armdecken. Letztere bilden aufgrund heller Säume zwei schmale, helle Querbänder auf der Flügeloberseite. Das für Silbermöwen typische, helle Feld im Bereich der inneren Handschwingen fehlt meist oder ist weniger auffällig. Die Flügelunterseite wirkt oft sehr dunkel.

### Immature Vögel
Vögel im ersten Winter zeigen immer noch einen schwarzen Schnabel. Das Rücken- und Schultergefieder wird ab Oktober erneuert und kontrastiert dann zum abgetragenen Flügelgefieder. Die neuen Federn sind gräulich-bräunlicher mit dunkler Markierung und schmalen hellen Säumen, so dass die Oberseite insgesamt einförmiger wirkt. Kopf, Unterseite und Bürzel sind meist heller als beim Jugendkleid.
Im zweiten Winter sind Mantel, Schulterfedern, mittlere Armdecken und die inneren Schirmfedern bereits schiefergrau, die kleinen und großen Armdecken hingegen noch bräunlich gemustert. Kopf und Unterseite haben sich weiter aufgehellt, tragen aber noch eine ausgedehnte, dunkle Strichelung. Der Bürzel ist nun weitgehend weiß und kontrastiert deutlich zu der noch vorhandenen Schwanzbinde. Der Schnabel hellt sich von der Basis her und an der Spitze auf.
Vögel im dritten Winter ähneln bereits sehr stark adulten Vögeln, jedoch ist der Schnabel noch nicht voll ausgefärbt und zeigt eine schwärzliche Binde im Bereich der hinteren Gonys. Die Strichelung des Kopfes ist noch sehr viel kräftiger. Im Bereich der bei adulten Vögeln grauen Handdecken finden sich dunkel bräunliche Federn und die Beine sind immer noch fleischfarben.

## Verbreitung
Die Brutverbreitung der Heringsmöwe ist westpaläarktisch und erstreckt sich über die Küsten der gemäßigten und der subpolaren Zone in Europa, Nordrussland und Westsibirien. Sie umfasst Island, die Färöer und die Britischen Inseln. Südwärts reicht sie bis in den Norden der Iberischen Halbinsel. Eine disjunkte Teilpopulation gibt es im Ebrodelta und vereinzelte Brutpaare in Portugal. Ostwärts reicht die Verbreitung bis zur Taimyrhalbinsel. Einzelne Brutnachweise liegen auch aus Senegambien vor, wo die Art sonst nur Wintergast ist.

## Wanderungen
Die Heringsmöwe ist ein Zugvogel, bei dem einige der nördlichen Populationen über die südlicheren hinwegziehen (Überspringzug) und dabei teils Strecken bis zu 7500 km zurücklegen.
Die Winterquartiere der westeuropäischen Vögel reichen vom nordwestlichen Frankreich über die Iberische Halbinsel in den westlichen Mittelmeerraum hinein, wo die Art zerstreut bis Sardinien und bis zur Apenninhalbinsel vorkommt, sowie an der westafrikanischen Küste bis nach Nigeria. Dort ist die Heringsmöwe auch in kleineren Zahlen entlang von Niger und Benue weit im Binnenland zu finden. Während Island und die Färöer im Winter komplett geräumt werden, verbleiben weiter südlich immer mehr Vögel auch im Bereich der Brutgebiete. Seit in den 1930er Jahren die ersten Irrgäste an der nordamerikanischen Atlantikküste festgestellt wurden, stieg die Zahl der Beobachtungen dort im Laufe der zweiten Hälfte des 20. Jahrhunderts stark an, so dass die Art dort mittlerweile seltener, aber regelmäßiger Wintergast ist. Als Irrgast hat sie sogar die nordamerikanische Westküste erreicht. Der Wegzug westlicher Vögel beginnt ab Ende Juni, zieht sich aber manchmal bis November oder Dezember hin. Die ersten Heimkehrer treffen im Februar an den Brutplätzen ein, das Gros aber erst im April.
Die Vögel des Ostseeraums (L. f. fuscus) ziehen in südöstlicher Richtung weg. Auf dem Zug und in kleinerer Zahl auch als Überwinterer sind sie dann im östlichen Mittelmeerraum, im Bereich der Arabischen Halbinsel und am Horn von Afrika anzutreffen. Die Hauptüberwinterungsgebiete liegen jedoch weiter südlich an den Seen und Flüssen Ostafrikas südwärts bis Botswana, Simbabwe und Mosambik. Einzelne Vögel sind aber auch in anderen Teilen Afrikas festgestellt worden. Kleinerer Zahlen gelangen ans Schwarze und ans Kaspische Meer; einige versuchen in den Brutgebieten zu überwintern, weichen dann aber bei Vereisung der Ostsee nach Südwesten aus, wo sie bis an die Nordsee gelangen. Der Wegzug beginnt zwischen Juli und August und erreicht seinen Höhepunkt im September. Der Heimzug erfolgt zwischen Februar und Ende Juni.
Die Vögel Nord- und Mittelrusslands (L. f. heuglini/taimyrensis und L. f. barabensis) überwintern hauptsächlich an den Küsten im Nahen Osten zwischen östlichem Mittelmeer und dem Westen des Indischen Subkontinents, dem Südrand des Kaspischen Meeres und der Küste des Horns von Afrika. Vögel der fragwürdigen Unterart taimyrensis überwintern möglicherweise auch in Ostasien zwischen Japan und Taiwan. Der Wegzug erfolgt relativ spät ab September mit Zughöhepunkten im Oktober. Die Vögel treffen etwa um Mai herum wieder in den Brutgebieten ein.

## Systematik

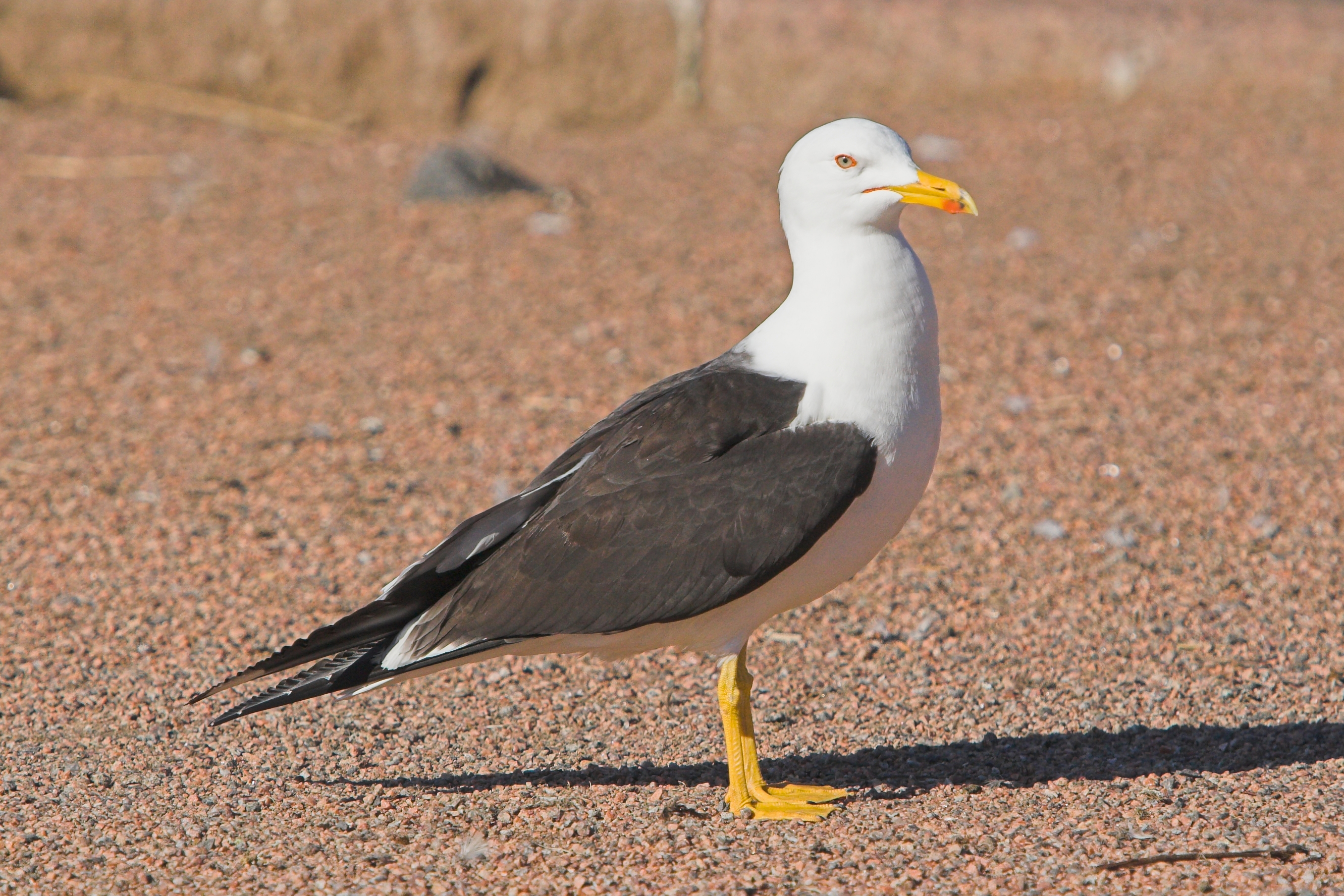
Vogel der Nominatform L. f. fuscus. Man beachte den schlanken Körperbau, den relativ kleinen Kopf und die kaum erkennbaren, weißen Spitzen der Handschwingen.

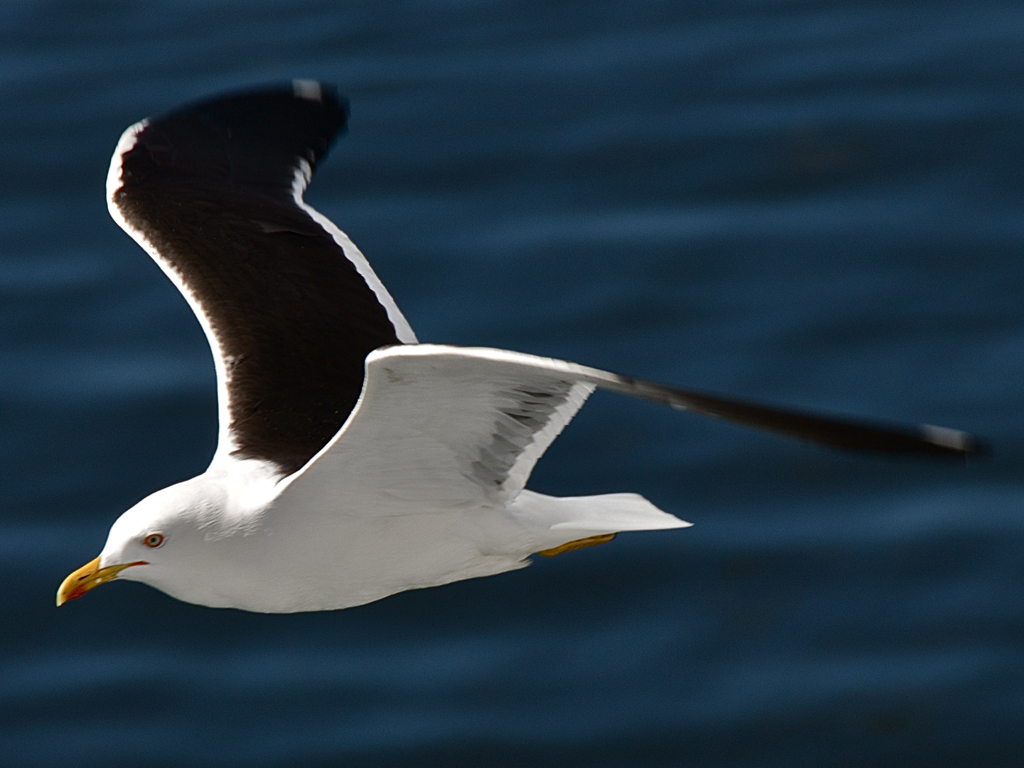
L. f. fuscus im Flug. Die schwarze Flügelspitze hebt sich fast gar nicht vom Rest der Oberseite ab, ein weißes Feld findet sich nur auf der äußeren Handschwinge.

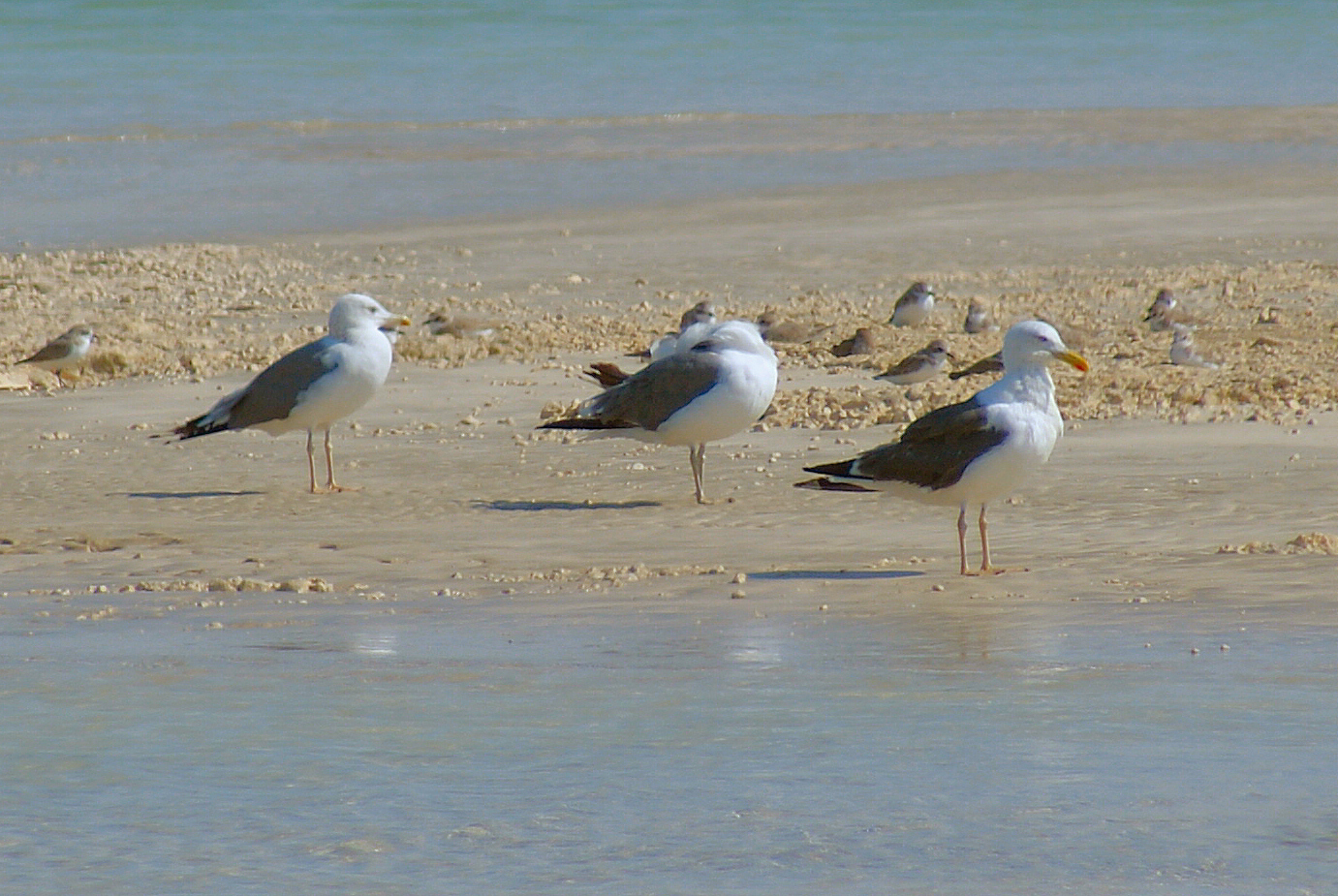
Heringsmöwen am Persischen Golf, Ende Oktober – höchstwahrscheinlich Vögel der Unterart L. f. heuglini, die hier überwintert. Im Unterschied zur helleren und kleineren Form L. f. barabensis, die ebenfalls im Winter hier vorkommt, schließt sie die Mauser in das Schlichtkleid erst sehr spät ab und zeigt häufig – wie das Exemplar vorne – noch im Oktober einen rein weißen Kopf.

### Externe Systematik
Die Systematik des sogenannten argentatus-fuscus-Formenkreises, zu dem neben der Silbermöwe auch die Heringsmöwe zählt, ist sehr komplex. Aufgrund von genetischen Untersuchungen zu Anfang des Jahrtausends konnte jedoch etwas Licht in die verwandtschaftlichen Verhältnisse gebracht werden. Die früher aufgestellte These, es handele sich bei den weißköpfigen Großmöwen um eine Ringspezies, deren Formenkette um den Nordpol herumreiche und deren beiden Enden Silber- und Heringsmöwe bilden, konnte zumindest in Teilen widerlegt werden. So gab es vermutlich zwei Refugien, aus denen sich zum einen die Silbermöwe und die verwandten Arten Mantelmöwe, Mittelmeermöwe und Armeniermöwe entwickelten, sowie auf der anderen Seite Steppenmöwe und Heringsmöwe und ostwärts anschließend Ostsibirienmöwe (Larus vegae), Kamtschatkamöwe und Amerikanische Silbermöwe.

### Interne Systematik
Die interne Systematik der Heringsmöwe ist teilweise ungeklärt. Je nach Auffassung werden zwischen zwei und sechs Unterarten anerkannt. Neben drei europäischen Unterarten werden aufgrund neuerer genetischer Untersuchungen auch noch drei östliche Formen – die oft als eigene Art angesehene Tundramöwe (heuglini und taimyrensis) und das früher meist zur Steppenmöwe gestellte Taxon barabensis – dieser Art zugerechnet. Umstritten ist vor allem der eigenständige Status der Formen intermedius und taimyrensis. Erstere wird oft zu graellsi gestellt, die Existenz der letzteren als eigenständiges Taxon überhaupt angezweifelt. Nach Meinung einiger Autoren könnte es sich um Hybriden zwischen heuglini und der Unterart L. v. birulai der Ostsibirienmöwe handeln.
- L. f. fuscus Linnaeus, 1758 – Schweden und Nordküste Norwegens ostwärts bis zum Weißen Meer (dort nur noch vereinzelt), auf der Halbinsel Kola wohl keine Vorkommen mehr.[13]
- L. f. graellsii Brehm, 1857 – Iberische Halbinsel, Frankreich, Britische Inseln, Island und Färöer.
- L. f. intermedius Schiøler, 1922 – Niederlande bis Dänemark, südwestliches Norwegen sowie eine isolierte Population im Bereich des Ebrodeltas.[14]
- L. f. heuglini Bree, 1876 – von der Halbinsel Kola ostwärts über Nowaja Semlja bis zur Gydan-Halbinsel, möglicherweise Bruten schon in Finnland.
- L. f. taimyrensis Buturlin, 1911 – Taimyrhalbinsel östlich des Ob.
- L. f. barabensis Johansen, 1960 – Baraba- und Kulundasteppe im südwestlichen Sibirien, bis zum südöstlichen Ural.

#### Geografisch variierende Merkmale
Die geografische Variation bezüglich der Mantelfarbe ist recht ausgeprägt. Während Vögel von Island, den Faröern und den Britischen Inseln am hellsten sind (graellsii), finden sich die oberseits dunkelsten im Ostseeraum und in Nordostskandinavien (fuscus). Südostskandinavische Vögel nehmen eine Mittelstellung ein und sind in der Färbung recht konstant. Vom südwestlichen Dänemark westwärts kommen hingegen Vögel mit relativ hellem Rücken vor. In den Niederlanden ist die Variation sehr groß, hier kommen fast alle Abstufungen vor, es überwiegt aber ein relativ dunkler graellsii-Typ. Die Populationen Nordrusslands östlich der Halbinsel Kola sowie Nordwestsibiriens entsprechen insgesamt L.f. graellsii, es findet sich hier aber zudem eine klinale (allmähliche) Variation von dunklen Vögeln im Westen bis hin zu hellen Vögeln im Osten, die zu Larus vegae vermitteln. Die Form barabensis steht in der Rückenfärbung heuglini nahe.
Weitere, weniger ausgeprägte Variationen gibt es bei den Maßen, vor allem bei den Schnabelmaßen und beim Gewicht. Recht hohe Schnäbel findet man in Island, die niedrigsten in Nordnorwegen. Auffällig lange in Südwestschweden. Beim Gewicht zeichnet sich die Nominatform durch das geringste, die beiden nordöstlichen, in der Tundra brütenden Unterarten durch das größte Durchschnittsgewicht aus.

#### L. f. fuscus(„Baltische Heringsmöwe“)
Die Nominatform, die an den Küsten der Ostsee vorkommt und früher Teile der Halbinsel Kola bewohnte, ist die kleinste, dunkelste und eleganteste Unterart. Im Unterschied zu anderen ist sie sehr schlank mit kleinerem, runderem Kopf, feinerem Schnabel und – aufgrund der langen Handschwingen – im Sitzen besonders schmal nach hinten auslaufendem Hinterteil. Im Flug wirken die Flügel schmal, lang und zugespitzt mit relativ kurzem Handflügel. Die Beine sind verhältnismäßig kurz. Die Oberseite ist im Adultkleid nahezu schwarz und der Kontrast zur schwarzen Flügelspitze kaum erkennbar. Die weißen Spitzen der äußeren Handschwingen sind relativ fein und manchmal bei abgenutztem Gefieder kaum vorhanden; nur die äußerste Handschwinge zeigt ein weißes Subterminalfeld. Im Schlichtkleid zeigt der Kopf eine nur wenig ausgedehnte, feine Strichelung. Das Jugendkleid ist sehr kontrastreich mit dunkler Gesichtsmaske und oft mit sehr viel Weiß auf den Oberschwanzdecken. Im ersten Schlichtkleid kontrastiert die dunkle Oberseite besonders zur helleren Unterseite. Ab dem ersten Sommer ist der Rücken von den schwarzen Federn des Adultkleids durchsetzt. Junge Vögel sind im dritten Winter ausgefärbt.

#### L. f. heuglini(Tundramöwe)
Diese nordrussische Unterart, die sehr zerstreut in Einzelbrutpaaren oder kleineren Kolonien in der Tundra brütet, ist mit 53–70 cm Körperlänge und einer Spannweite von 138–158 cm (einschließlich „taimyrensis“) größer als die übrigen Formen. Im Habitus ähnelt sie L. f. fuscus mit schlanker Gestalt, kleinem Kopf, feinen Schnabel und kurzem Schwanz; die individuelle Variation ist jedoch sehr groß. In der Rückenfärbung entspricht sie dem graellsii/intermedius-Typ, von dem sie im Feld auch kaum zu unterscheiden ist. Das Handflügelmuster ähnelt dem der Nominatform mit einem weißen Subterminalfeld, das auf die äußerste Handschwinge beschränkt ist und relativ kleinen weißen Spitzen auf den übrigen. Auch die subadulten Kleider ähneln der Nominatform. Ein Merkmal dieser Unterart ist, dass sie erst sehr spät ins Schlichtkleid mausert, das Brutkleid also noch bis zum Winteranfang behält.

#### L. f. barabensis
Über dieses Taxon, das oft zur Steppenmöwe gestellt wurde, offenbar aber Untersuchungen der mitochondrialen DNA zufolge näher mit L. f. heuglini, bzw. L. f. taimyrensis verwandt ist, ist wenig bekannt. Selbst die Verbreitungsdaten sind dürftig. Das Brutareal dieser Möwe, die an Steppenseen in Südwestsibirien brütet, liegt vermutlich isoliert, könnte möglicherweise aber doch im Norden an das der „Tundramöwe“ heranreichen. Eine eindeutige Bestimmung ist nicht immer möglich. L. f. barabensis ist relativ klein und leicht gebaut. Die Färbung der Oberseite erinnert an taimyrensis. Im Adultkleid fällt auf, dass der Schnabel durch einen roten Gonysfleck, eine schwarze Markierung auf dem Oberschnabel und eine weißliche Schnabelspitze vierfarbig wirkt. In dieser Hinsicht und im Hinblick auf das Muster des Handflügels ähnelt das Taxon der Armeniermöwe. Die subadulten Kleider erinnern an die der Steppenmöwe, jedoch wird das Adultkleid bereits im dritten Winter angelegt.

## Lebensraum

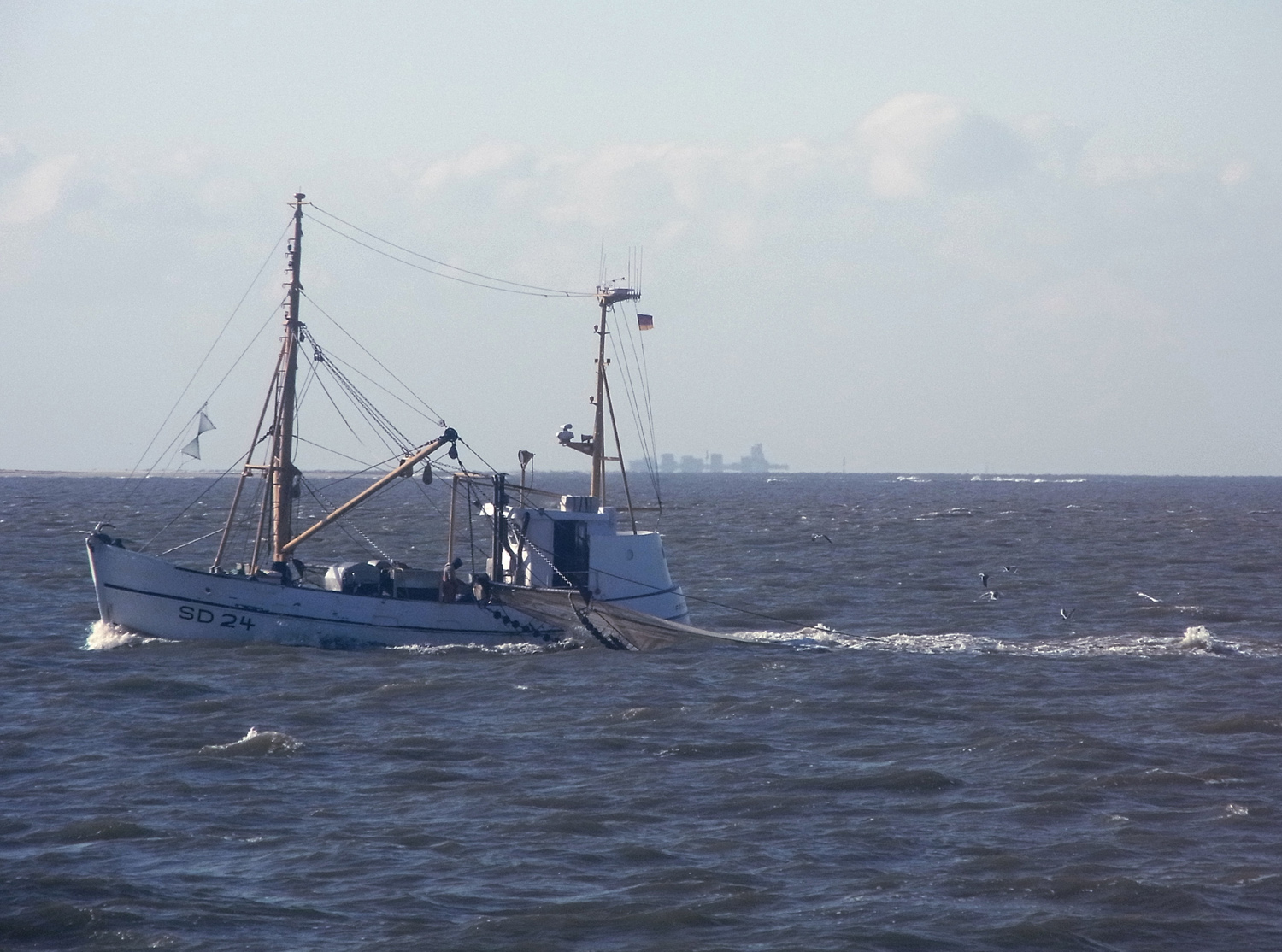
Herings- und Lachmöwen im Gefolge eines Fischkutters. Fischereiabfälle sind für die Heringsmöwe besonders auf dem offenen Meer eine bedeutende Nahrungsquelle.

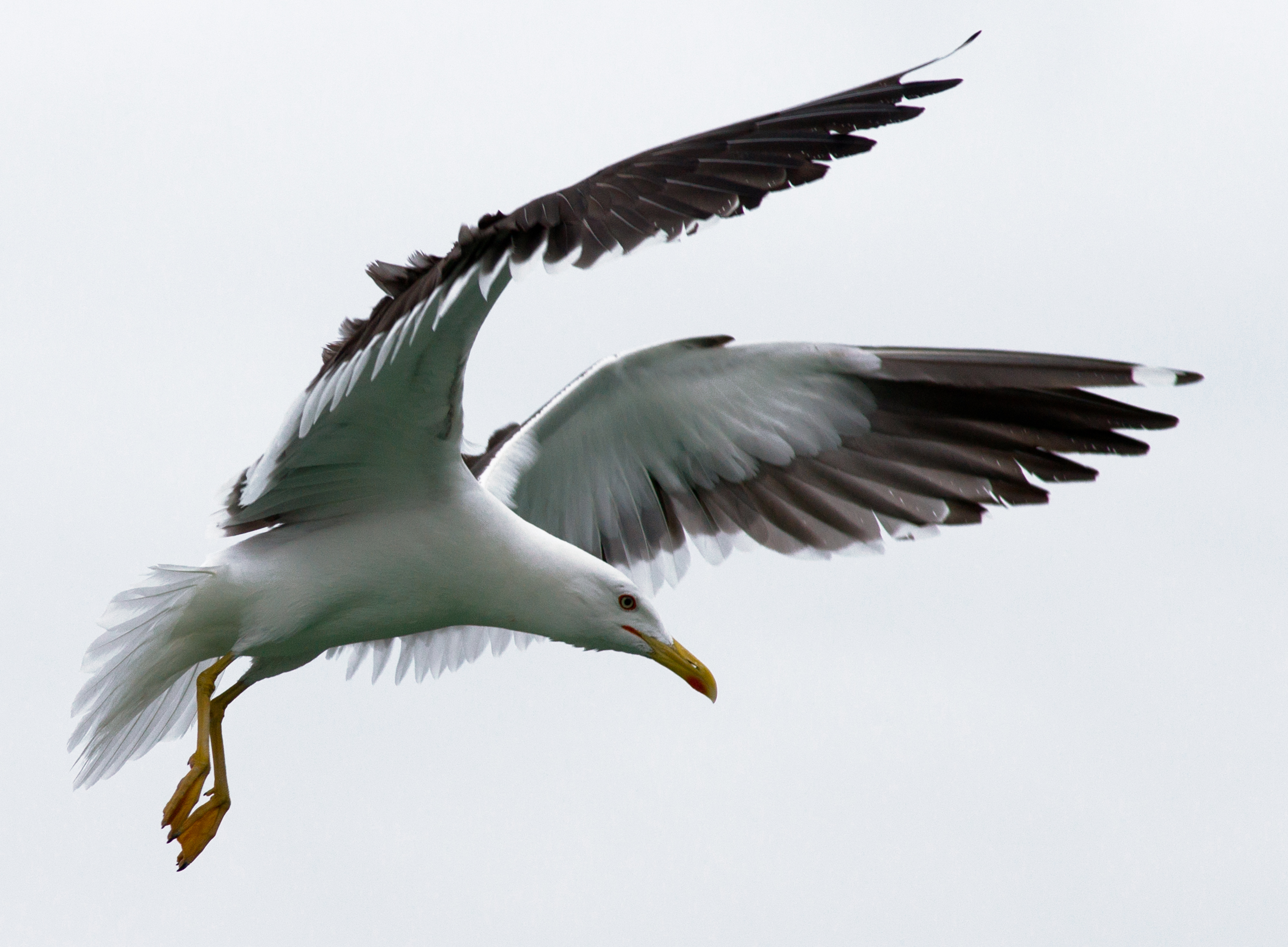
Die Heringsmöwe erbeutet ihre Nahrung oft stoßtauchend, wobei sie zuvor rüttelnd abbremst.

Die Heringsmöwe brütet vorwiegend an der Küste, ist aber besonders auf den Britischen Inseln, in Skandinavien und im östlichen Teil ihres Verbreitungsgebiets auch großräumig an Binnengewässern und in Mooren als Brutvogel anzutreffen. Sie brütet an ähnlichen Orten wie die Silbermöwe, mit der sie sich auch vergesellschaftet, bevorzugt im Unterschied zu dieser aber eher flacheres Gelände mit höherer Vegetation wie beispielsweise Heidekraut oder Adlerfarn. Sie ist nur selten als Brutvogel an felsigen Steilküsten zu finden, hier meidet sie anscheinend besonders die Gegenwart der Silbermöwe.
Auf den Britischen Inseln und in Westskandinavien ist die Art häufig Brutvogel in Deckenmooren, wo sie in Heidekraut- und Wollgrasbeständen nistet. Auf Island findet man sie ebenfalls in Hochmooren und Heiden, aber auch auf vegetationsarmen Kies- und Lavaflächen. Die Unterart L. f. fuscus brütet an flachen Inseln oder Schären in Küstennähe oder an Binnengewässern. Sie bevorzugt aber landferne Inseln und vegetationsreiche Stellen; so brütet sie auch auf Inseln mit lichtem Kiefernbestand.
Die Tundramöwe (L. f. heuglinii und L. f. taymirensis) brütet in offenen Tundralandschaften mit Sümpfen sowie auf Küsteninseln. Sie scheint auch häufiger an steilen Felsküsten zu nisten. Die Unterart L. f. barabensis besiedelt ausgedehnte Röhrichtbestände an Steppenseen sowie kleine, birkenbestandene Inseln.
Außerhalb der Brutzeit ist die Heringsmöwe an Küsten- und Binnengewässern, in Mündungslandschaften, in Häfen und an tropischen Lagunen zu finden. Im Unterschied zur Silbermöwe ist sie weniger an das Litoral gebunden und häufiger im Pelagial zu finden. Auf Müllhalden tritt sie meist nur in kleinen Zahlen als Kleptoparasit auf. In größeren Zahlen kommt sie dort nur vor, wenn andere Großmöwen fehlen. Rast- und Schlafplätze liegen oft an großen übersichtlichen Binnenseen oder an den Sandstränden von Wattinseln.

## Ernährung
Das Nahrungsspektrum der Heringsmöwe besteht aus kleinen Fischen wie insbesondere dem Atlantischen Hering, marinen Wirbellosen wie beispielsweise Schwimmkrabben, Nestlingen und Eiern von Vögeln, Aas, Fischereiabfällen, kleinen Nagetieren, Regenwürmern, Insekten und Beeren.
Durch vermehrte Nahrungskonkurrenz mit anderen Arten wie der Silbermöwe seit den 1960er Jahren stieg der Anteil von Meerestieren an der Nahrung bedeutend an. Da die Heringsmöwe ihre Nahrung häufig auf dem offenen Meer sucht, sind Fischabfälle von Kuttern für sie von besonderer Bedeutung. So führte ein 1991 von der UN erlassenes Moratorium zur Treibnetzfischerei im westlichen Mittelmeer dazu, dass die Art auf andere Nahrungsquellen umsteigen musste und zwischenzeitlich vermehrt auf Mülldeponien, in Olivenhainen und auf Reisfeldern anzutreffen war. Dies hatte unmittelbare Auswirkungen auf den Bruterfolg.
Die Heringsmöwe ist im Unterschied zu Silber- und Mittelmeermöwe ein gewandterer Flieger, der mit den schmaleren Flügeln schneller größere Strecken zurücklegt. Fische werden auf dem Meer oft stoßtauchend aus dem Suchflug aus 10–12 m Höhe heraus erbeutet, wobei der Vogel im 45°-Winkel etwa 8 m herabfliegt, rüttelnd abbremst, hinabstößt und völlig untertaucht. An Mülldeponien neigt die Art eher dazu, anderen Möwenarten die Nahrung abzujagen, als selber danach zu suchen. Bei der Nominatform ist jedoch zu beobachten, dass sie anderen Möwen aus dem Weg geht und in tieferen Gewässern ihre Nahrung sucht. In der Gezeitenzone greift die Heringsmöwe eher sichtbare Nahrung auf, als im Seetang oder unter Steinen danach zu suchen.

## Fortpflanzung

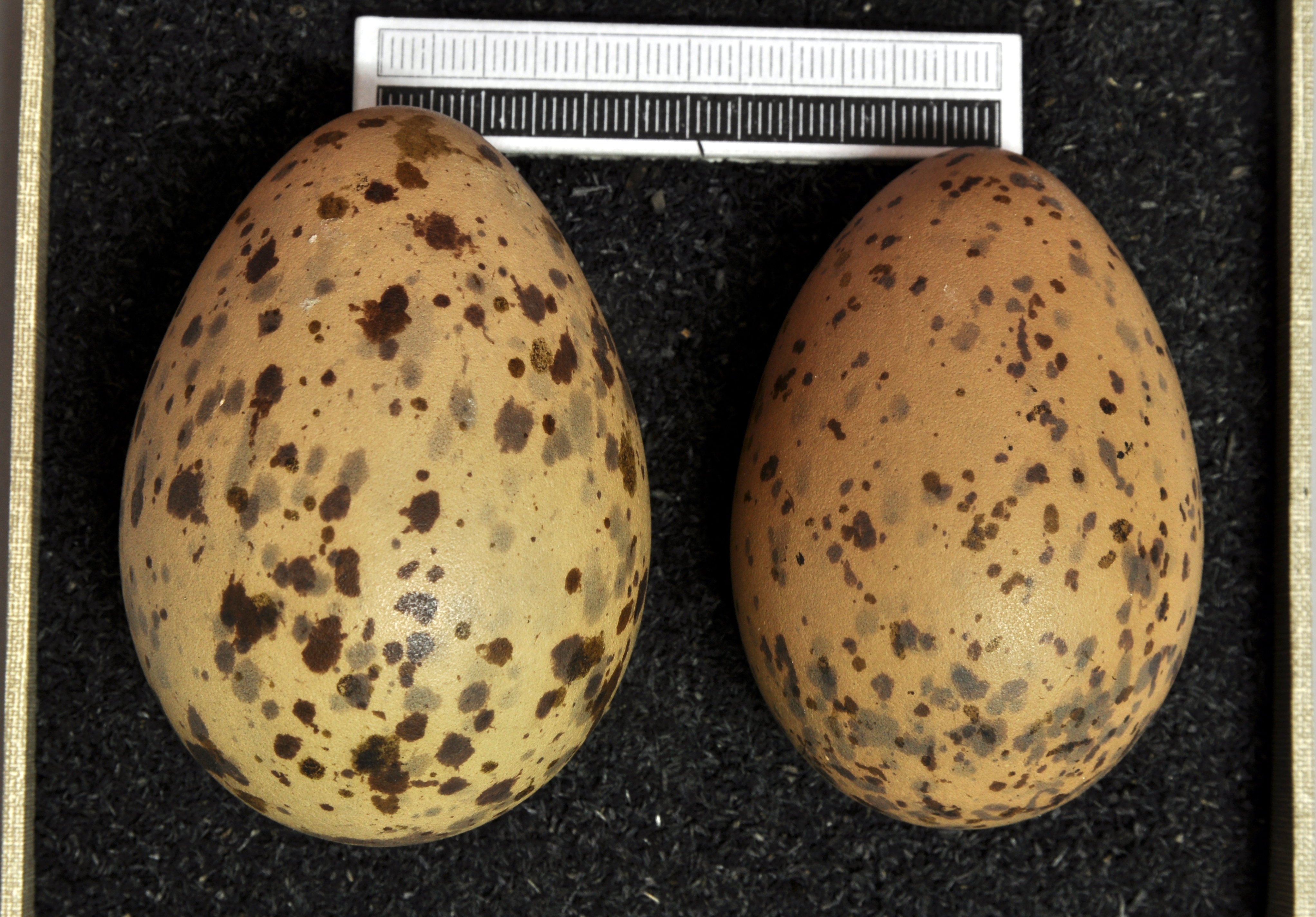
Gelege, Sammlung Museum Wiesbaden

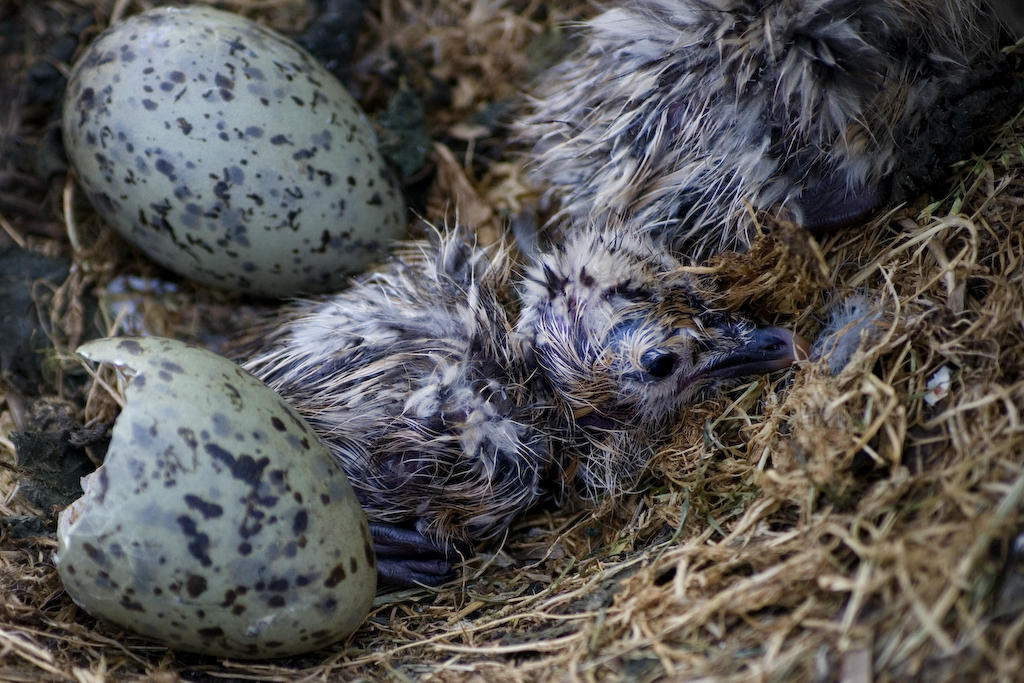
Frisch geschlüpfte Jungvögel

Heringsmöwen brüten gewöhnlich in Kolonien und sind gelegentlich auch mit der Silbermöwe vergesellschaftet. Ihre Geschlechtsreife erlangt sie frühestens mit drei Jahren. Sie führt eine monogame Saisonehe, wobei es auf Grund der Brutortstreue zu Wiederverpaarungen kommt. Das Nest wird gewöhnlich am Boden, aber auch auf Gebäuden errichtet und ist mit Pflanzenteilen der Umgebung sowie Tang ausgelegt. Der Legebeginn ist ab Ende April mit einem Höhepunkt im Mai. Das Gelege umfasst zwei bis drei Eier, die in einem Abstand von etwa zwei Tagen gelegt werden. Die Brutdauer beträgt 26 bis 31 Tage. Beide Elternvögel sind an der Brut beteiligt. Die Jungvögel sind mit etwa 35 bis 40 Tagen flugfähig. Der durchschnittliche Bruterfolg variiert zwischen 0,75 und 1,5 flügge werdenden Jungvögeln pro Brutpaar und Jahr.

## Bestand
Der europäische Gesamtbestand wird zu Beginn des 21. Jahrhunderts auf 300.000 bis 350.000 Brutpaare geschätzt. In Großbritannien kommen etwa 114.000 Brutpaare vor, Norwegen weist zwischen 30.000 und 40.000 Brutpaare auf und in Island brüten zwischen 23.000 und 35.000 Brutpaare. Der Brutbestand Mitteleuropas liegt bei 83.000 bis 103.000 Paaren. Davon entfallen auf die Niederlande etwa 58.500 bis 72.000 Brutpaare und auf Deutschland zwischen 23.000 und 29.000 Brutpaare.
Wie bei einer Reihe anderer Möwenarten gibt es etwa in Mitteleuropa seit den 1920er Jahren erhebliche Bestandszunahmen und Arealausweitungen. Ursächlich dafür ist ein erhöhter Schutz vor Störungen am Brutplatz, ein verringertes Sammeln der Eier, eine geringere Bejagung sowie eine Verbesserung der Nahrungsbedingungen im Brut- und Überwinterungsgebiet.

## Belege

### Einzelbelege
1. 1 2 3 4  Olsen/Larsson, S. 363, 368–374, 379, siehe Literatur
2. ↑  Olsen/Larsson, S. 376f, siehe Literatur
3. 1 2 3 4 5 6 7 8  Del Hoyo et al. (1996), siehe Literatur
4. ↑  Glutz von Blotzheim, S. 634f, siehe Literatur
5. ↑  Glutz von Blotzheim, S. 636f, siehe Literatur
6. ↑  Glutz von Blotzheim, S. 647, siehe Literatur
7. ↑  Olsen / Larsson (2003), S. 378f, siehe Literatur
8. ↑  Olsen / Larsson (2003), S. 397f, siehe Literatur
9. ↑  Glutz von Blotzheim, S. 651f, siehe Literatur
10. ↑  Olsen / Larsson (2003), S. 389f, siehe Literatur
11. ↑  Dorit Liebers, Peter de Knijff und Andreas J. Helbig: The herring gull complex is not a ring species, The Royal Society 271, London 2004, S. 893–901
12. 1 2  Collinson et al. 2008, S. 355f, siehe Literatur
13. ↑  Olsen/Larsson, S. 374f, siehe Literatur
14. ↑  Eiler T. Lehn Schiøler: Nogle Tilføjelser og Bemærkninger til Listen over Danmarks Fugle. In: Dansk Ornithologisk Forenings tidsskrift. Jg. 16, Nr. 1/2, ISSN 0011-6394, S. 1–55.
15. 1 2 3  Glutz v. Blotzheim, S. 620f, siehe Literatur
16. ↑  Olsen/Larsson, S. 374f, siehe Literatur
17. ↑  Olsen/Larsson, S. 389f, siehe Literatur
18. ↑  Olsen/Larsson, S. 322f, siehe Literatur
19. ↑  Olsen/Larsson, S. 327, 380, 389 und 399, siehe Literatur
20. ↑  Olsen/Larsson, S. 364–365, 374f, siehe Literatur
21. ↑  Olsen/Larsson, S. 389–405, siehe Literatur
22. ↑  Chris Gibbins: Is it possible to identify Baltic and Heuglin’s Gulls?, Birding Scotland 7 (4), 2004
23. ↑  Olsen/Larsson, S. 316–319, 322f, siehe Literatur
24. 1 2 3  Glutz v. Blotzheim, S. 639, siehe Literatur
25. ↑  Olsen/Larsson, S. 398, siehe Literatur
26. ↑  Olsen/Larsson, S. 322, siehe Literatur
27. ↑  Bauer et al. (2005), S. 615, siehe Literatur
28. ↑  Daniel Oro: Effects of trawler discard availability on egg laying and breeding success in the lesser black-backed gull Larus fuscus in the western Mediterranean, Marine Ecology Progress Series, Vol. 312, 1996, S. 43–46
29. ↑  Glutz von Blotzheim, S. 643, siehe Literatur
30. ↑  Bauer et al., S. 616
31. ↑  Bauer et al., S. 613
32. ↑  Bauer et al., S. 614